# Governo Metropolitano de Tóquio

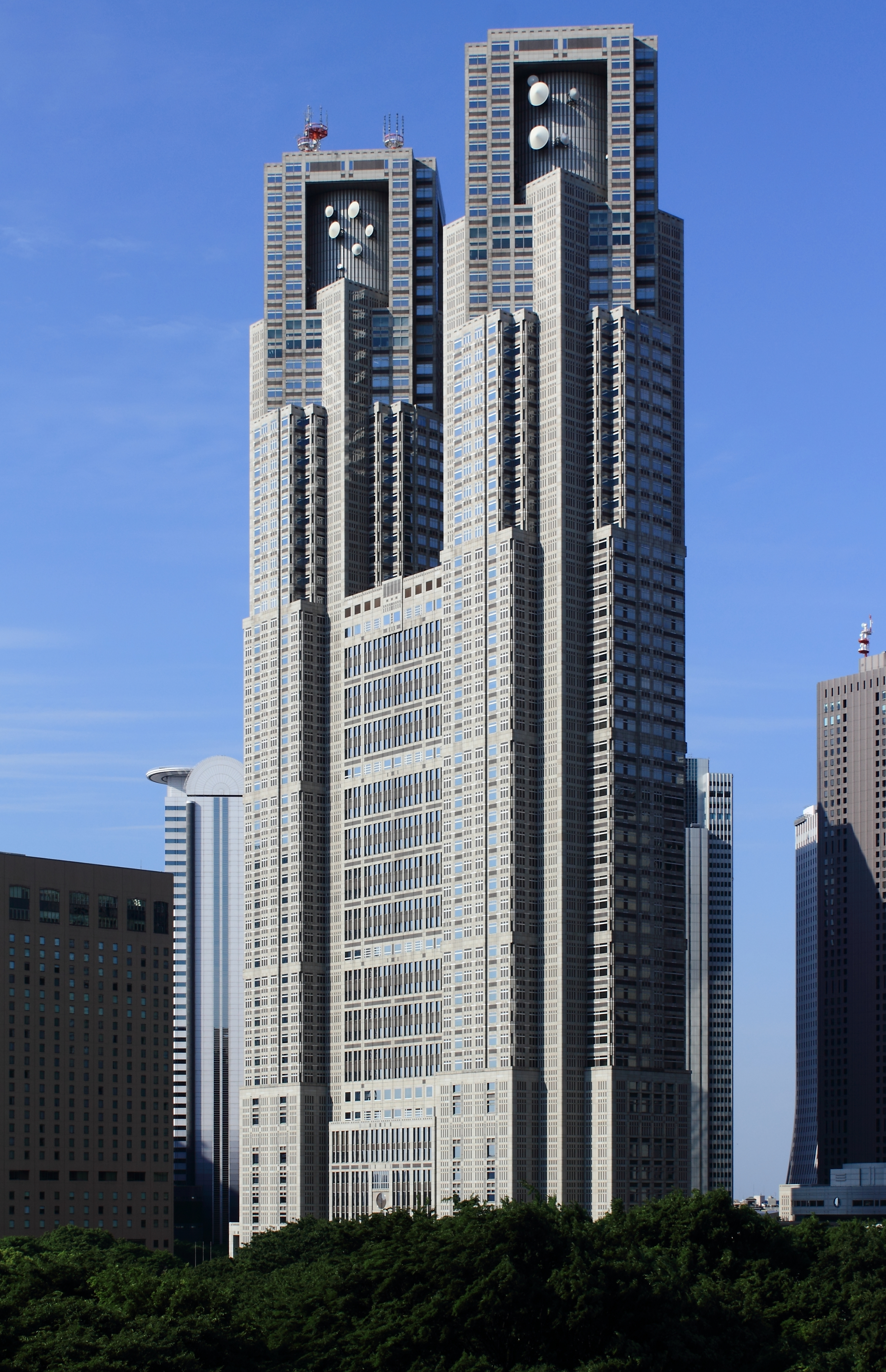
Edifício do Governo Metropolitano de Tóquio

O Governo Metropolitano de Tóquio é um organismo público governamental que rege sobre o território da Metrópole de Tóquio, no Japão. Em geral, preside a administração dos serviços gerais as 23 regiões especiais, 26 cidades, 8 vilas e 5 povos que compõem a Metrópole de Tóquio; enquanto que os governos locais comumente administram os serviços mais significativos para a população ou de interesse local.
O poder executivo do Governo Metropolitano de Tóquio recai ao governador, que é eleito pelos cidadãos para um período de quatro anos.
O principal órgão de representantes é a Assembléia Metropolitana de Tóquio, composta de 127 representantes eleitos por um período de quatro anos. A Assembléia tem a designação de emitir, aceitar ou rejeitar ordenações públicas, a fim de verificar alocação do proposto ao público, e que ratifiquem as propostas feitas pelo Governador, como o vice-governador de Tóquio. Como representantes da população, a Assembléia tem também a designação de investigar e inspecionar todos os aspectos relacionados com a administração pública da metrópole.

## Relação com as Regiões Especiais
Devido a alta densidade populacional das 23 regiões especiais na Metrópole de Tóquio, a relação de seus governos locais com o governo metropolitano, tem uma estrutura diferente para a relação que existe no resto do país entre um governo local e o de uma prefeitura da metrópole. Por exemplo, o governo metropolitano administra os serviços generais, como drenagem e bombeiros. Os governos locais administram serviços dedicados ao público, como a coleta seletiva de lixo e as escolas primárias. Este esquema tem dado maior eficiência para a atenção que recebem os cidadãos por parte do governo. Foi criado em 1947 com a criação das regiões especiais prevendo os ajustes propostos que devem fazer entre ambos níveis do governo; e reformado em 1998 e 2000 para otimizar a autonomia fiscal dos governos locais.